# El hoyo
El hoyo és una pel·lícula espanyola de ciència-ficció i thriller de l'any 2019 dirigida per Galder Gaztelu-Urrutia i protagonitzada per Iván Massagué, Antonia San Juan, Zorion Eguileor, Emilio Buale i Alexandra Masangkay.
La pel·lícula va ser estrada en el Festival Internacional de Cinema de Toronto el 6 de setembre de 2019, festival en què va guanyar el premi People's Choice Award for Midnight Madness i va rebre molt bones crítiques. L'estrena europea de la pel·lícula va tenir lloc en el Festival Internacional de Cinema Fantàstic de Catalunya el 8 d'octubre de 2019. El 12 d'octubre de 2019, “El Hoyo” va guanyar quatre premis, entre ells, el premi de millor pel·lícula en el Festival de Cinema de Sitges, convertint-se així en la primera pel·lícula espanyola a guanyar el premi en les 52 edicions que ha tingut el festival.
El 26 d'octubre de 2019 va ser la pel·lícula que va inaugurar la setmana del Cinema Fantàstic i de Terror de Sant Sebastià. L'estrena en les sales comercials va ser el 8 de novembre de 2019. Netflix va adquirir els drets de la pel·lícula abans de la seva estrena en cinemes, per la qual cosa un cop la pel·lícula va acabar d'emetre's en cinemes va passar a formar part del catàleg de la plataforma a nivell mundial, excepte en països asiàtics.

## Sinopsi
Dues persones per nivell, un nombre desconegut i vertiginós de nivells, una plataforma amb menjar per a tots ells. Ets dels que pensen massa quan són a dalt? O dels que no tenen valor quan són a baix? Si ho descobreixes gaire tard, no sortiràs viu del forat.

## Crítica
Norman Wilner del diari Now va predir correctament que el film guanyaria el premi del públic, donant-li una nota de cinc-N i escrivint que la pel·lícula "ho té tot: una mica de comèdia, al·legories polítiques, girs de rosca cap l'esquerra, sorpreses grates pel públic, violència espectacular, sadisme, altruisme i encara més violència espectacular, tot plegat embolicat en un llargmetratge de por que va més enllà de les premises de Cube en una despietada estructura vertical. És grotesca i persuasiva, com el grindhouse Buñuel."
Amy Nicholson de la revista Variety va escriure que "la fúria minimalista de la pel·lícula recorda a les obres de Samuel Beckett. Massagué i Eguileor semblen conformar una picant “Tot esperant Godot”. L'actuació repugnant, exquisita i de vegades tendra d'Eguileor sembla una audició per interpretar un antagonista de James Bond, o tal vegada la resurrecció espanyola d'Hannibal Lecter."

## Repartiment
- Iván Massagué com a Goreng
- Antonia San Juan com a Imoguiri
- Zorion Eguileor com a Trimagasi
- Emilio Buale com a Baharat
- Alexandra Masangkay com a Miharu
- Eric Goode com a Sr. Brambang

## Premis
- 2019: Premi del públic en la secció Midnight Madness del Festival Internacional de Cinema de Toronto.
- 2019: Millor Pel·lícula, Millor Director Revelació, Millors Efectes Especials i premi del públic en el Festival Internacional de Cinema Fantàstic de Catalunya de 2019.
- 2019: Premi Pel·lícula Jove a Abycine.[8]